# Gorący pościg
Gorący pościg (ang. Hot Pursuit) – amerykański film fabularny z 2015 roku w reżyserii Anne Fletcher, wyprodukowany przez wytwórnię Warner Bros. Pictures. Główne role w filmie zagrały Reese Witherspoon i Sofía Vergara.

## Fabuła
Rose Cooper (Reese Whiterspoon) jest ambitną policjantką. Przełożeni nie pozwalają jej jednak na akcje w terenie z uwagi na pewien kompromitujący incydent, który stał się przedmiotem żartów. Nieoczekiwanie kobieta dostaje od szefa szansę, by się wykazać. Ma przewieźć z San Antonio do Dallas żonę gangstera Felipe’a Rivy, Daniellę (Sofía Vergara), która ma zeznawać przeciwko bossowi kolumbijskiego kartelu. Sprawa się komplikuje, gdy zamachowcy zabijają męża Danielli i kolegę Rose. Kobietom udaje się wymknąć, ale ich tropem ruszają bandyci i nieuczciwi policjanci. Aby przeżyć, kolumbijska piękność i trzymająca się przepisów funkcjonariuszka muszą współpracować.

## Obsada
- Reese Witherspoon jako Rose Cooper
- Sofía Vergara jako Daniella Riva
- Matthew Del Negro jako detektyw Hauser
- Michael Mosley jako detektyw Dixon
- Robert Kazinsky jako Randy
- Richard T. Jones jako detektyw Jackson
- Benny Nieves jako Jesus
- Michael Ray Escamilla jako Angel
- Joaquín Cosío jako Vicente Cortez
- John Carroll Lynch jako kapitan Emmett
- Jim Gaffigan jako Red
- Mike Birbiglia jako Steve
- Vincent Laresca jako Felipe Riva

## Odbiór

### Zysk
Film Gorący pościg zarobił 34,6 miliona dolarów w Stanach Zjednoczonych i Kanadzie oraz 16,9 miliona dolarów w pozostałych państwach; łącznie 51,5 miliona dolarów.

### Krytyka
Film Gorący pościg spotkał się z negatywną reakcją krytyków. W serwisie Rotten Tomatoes 7% ze stu siedemdziesięciu jeden recenzji filmu jest pozytywne (średnia ocen wyniosła 3,17 na 10). Na portalu Metacritic średnia ocen z 36 recenzji wyniosła 31 punktów na 100.

### Nagrody i nominacje
| Rok  | Miejsce            | Nagroda     | Kategoria                         | Odbiorcy i nominowani            | Wynik     |
| ---- | ------------------ | ----------- | --------------------------------- | -------------------------------- | --------- |
| 2015 | Teen Choice Awards | Teen Choice | Ulubiona aktorka komedii          | Reese Witherspoon                | nominacja |
| 2015 | Teen Choice Awards | Teen Choice | Ulubiona chemia filmowa           | Reese Witherspoon, Sofía Vergara | nominacja |
| 2015 | Teen Choice Awards | Teen Choice | Ulubiona filmowa scena z krzykiem | Reese Witherspoon                | nominacja |
| 2015 | Teen Choice Awards | Teen Choice | Ulubiony pocałunek                | Reese Witherspoon, Sofía Vergara | nominacja |